# A 2010-es Tour de France szakaszai (11–20.)

A 2010-es Tour de France útvonala.

Ez a szócikk a 2010-es Tour de France eredményeit mutatja be a 11.-től az utolsó, 21. szakaszig. A többi szakasz eredményei itt találhatóak: A 2010-es Tour de France szakaszai (P–10.).
A verseny második felében a kerékpárosok a Francia-középhegységen keresztül a Pireneusok hegyei felé tartanak, majd a hegyek után északra indulnak. A befutó hagyományos módon a párizsi Champs-Élysées-n lesz július 25-én.

## 11. szakasz
2010. július 15. —  Sisteron >  Bourg-lès-Valence — 184,5 km, sík szakasz 
Július 15-én újabb sík szakasz várt a mezőnyre, mindössze egy harmadik kategóriás emelkedővel, a Col de la Cabre-val. A szakasz elején három versenyző szökött meg: Stéphane Augé a Cofidis-ből, Anthony Geslin a Française des Jeux-ből és a Footon-os José Alberto Benítez. 25 km-rel a cél előtt érte őket utol a mezőny. A mezőnyhajrát Mark Cavendish nyerte, ezzel a harmadik szakaszgyőzelmét aratta a 2010-es Tour-on. A szakasz végén Mark Renshaw-t, Cavendish felvezetőemberét kizárták, mert a sprint alatt háromszor is megfejelte Julian Dean -t és Tyler Farrar-t pedig szabálytalanul zárta be.
| #   | Versenyző           | Csapat | Idő        |
| --- | ------------------- | ------ | ---------- |
| 1.  | Mark Cavendish      | THR    | 4h 42' 29" |
| 2.  | Alessandro Petacchi | LAM    | + 0"       |
| 3.  | Tyler Farrar        | GRM    | + 0"       |
| 4.  | José Joaquín Rojas  | GCE    | + 0"       |
| 5.  | Robbie McEwen       | KAT    | + 0"       |
| 6.  | Arasiro Jukija      | BTL    | + 0"       |
| 7.  | Thor Hushovd        | CTT    | + 0"       |
| 8.  | Lloyd Mondory       | ALM    | + 0"       |
| 9.  | Jürgen Roelandts    | OLO    | + 0"       |
| 10. | Gerald Ciolek       | MRM    | + 0"       |

| #   | Versenyző             | Csapat | Idő         |
| --- | --------------------- | ------ | ----------- |
| 1.  | Andy Schleck          | SAX    | 53h 43' 25" |
| 2.  | Alberto Contador      | AST    | + 41"       |
| 3.  | Samuel Sánchez        | EUS    | + 2' 45"    |
| 4.  | Gyenyisz Menysov      | RAB    | + 2' 58"    |
| 5.  | Jurgen Van den Broeck | OLO    | + 3' 31"    |
| 6.  | Levi Leipheimer       | RSH    | + 3' 59"    |
| 7.  | Robert Gesink         | RAB    | + 4' 22"    |
| 8.  | Luis León Sánchez     | GCE    | + 4' 41"    |
| 9.  | Joaquim Rodríguez     | KAT    | + 5' 08"    |
| 10. | Ivan Basso            | LIQ    | + 5' 09"    |

## 12. szakasz
2010. július 16. —  Bourg-de-Péage >  Mende — 210,5 km, sík szakasz 
Egy közepes szakasz várt a mezőnyre július 16-án a két második és a három harmadik kategóriás emelkedőkkel. A szokásos szakaszeleji szökések nem jártak sikerrel, több csoport próbálkozott, de senki sem akart elengedni a mezőny, amely egészen elképesztő, 49-es átlagot futott az első órában. 150 kilométerrel a cél előtt egy 18 fős csoport lépett meg tartósan, amely egészen az utolsó hegyig tartotta maximálisan 3 és fél perces másodperces előnyét. 40 kilométerrel a vége előtt egy nagy nevekből álló négyes szökött még meg: Alekszandr Vinokourov, Andreas Klöden, Ryder Hesjedal és Vaszil Kirjienka.
A három kilométeres, tíz százalékos Cote del la Croix Neuve emelkedő elején Vinokurov támadott, lehagyta társait, és mivel az időközben 30 fősre olvadó főmezőny nem támadt, úgy tűnt megnyeri az etapot. Többen is próbálkoztak még: Cadel Evans, majd Michael Rogers is megindult, de a döntő pillanatot Joaquim Rodríguez későbbi akciója jelentette, amelyet némi késéssel átvett Alberto Contador, ám Andy Schleck már nem tudott. A luxemburgi erőlködött, de szépen lassan lemaradt spanyol riválisa mögött, aki honfitársával beérte Vinokurovot. A sprinthajrát Rodríguez nyerte, a Contador azonos idővel ért be, bár Schleck volt, hogy 24 másodperc hátrányban is volt, végül 10 mp-t kapott.
| #   | Versenyző             | Csapat | Idő        |
| --- | --------------------- | ------ | ---------- |
| 1.  | Joaquim Rodríguez     | KAT    | 4h 58' 26" |
| 2.  | Alberto Contador      | AST    | + 0"       |
| 3.  | Alekszandr Vinokurov  | AST    | + 4"       |
| 4.  | Jurgen Van den Broeck | OLO    | + 10"      |
| 5.  | Andy Schleck          | SAX    | + 10"      |
| 6.  | Samuel Sánchez        | EUS    | + 10"      |
| 7.  | Andreas Klöden        | RSH    | + 10"      |
| 8.  | Gyenyisz Menysov      | RAB    | + 10"      |
| 9.  | Robert Gesink         | RAB    | + 15"      |
| 10. | Roman Kreuziger       | LIQ    | + 15"      |

| #   | Versenyző             | Csapat | Idő         |
| --- | --------------------- | ------ | ----------- |
| 1.  | Andy Schleck          | SAX    | 58h 42' 01" |
| 2.  | Alberto Contador      | AST    | + 31"       |
| 3.  | Samuel Sánchez        | EUS    | + 2' 45"    |
| 4.  | Gyenyisz Menysov      | RAB    | + 2' 58"    |
| 5.  | Jurgen Van den Broeck | OLO    | + 3' 31"    |
| 6.  | Levi Leipheimer       | RSH    | + 4' 06"    |
| 7.  | Robert Gesink         | RAB    | + 4' 27"    |
| 8.  | Joaquim Rodríguez     | KAT    | + 4' 58"    |
| 9.  | Luis León Sánchez     | GCE    | + 5' 02"    |
| 10. | Roman Kreuziger       | LIQ    | + 5' 16"    |

## 13. szakasz
2010. július 17. —  Rodez >  Revel — 196 km, sík szakasz 
Július 17-én megint a sprintereké "lett volna" a főszerep: újabb sík szakasznak nézett elébe a mezőny öt emelkedővel teletűzdelve; két harmadik kategóriás és három negyedik kategóriás „domb” várt a versenyzőkre.
A hajrá előtt egy háromfős szökevénycsoport támadott: Pierrick Fédrigo, Sylvain Chavanel és Juan Antonio Flecha lépett meg. A trió ugyan közel hatperces előnyre is szert tett, a mezőny biztosan tartotta a különbséget. 12 km-rel a cél előtt beérte őket a sprinterek csapataival vezetett mezőny. Ekkor Alessandro Ballan indult meg, akit kicsit később Alekszandr Vinokurov követet. A kazah kerekes a hegytetőn érte utol Ballan-t, majd minimális előnyét a lejtmenetben képes volt megtartani a kissé megrostált mezőnnyel szemben és 13 másodperc előnnyel hazaért. A mezőnyhajrát Mark Cavendish nyerte, ám a közvetlenül mögötte záró Alessandro Petacchi is örülhetett, mivel ismét visszavette a zöld trikót Thor Hushovd-tól.
| #   | Versenyző            | Csapat | Idő        |
| --- | -------------------- | ------ | ---------- |
| 1.  | Alekszandr Vinokurov | AST    | 4h 26' 26" |
| 2.  | Mark Cavendish       | THR    | + 13"      |
| 3.  | Alessandro Petacchi  | LAM    | + 13"      |
| 4.  | Edvald Boasson Hagen | SKY    | + 13"      |
| 5.  | José Joaquín Rojas   | GCE    | + 13"      |
| 6.  | Julian Dean          | GRM    | + 13"      |
| 7.  | Anthony Geslin       | FDJ    | + 13"      |
| 8.  | Thor Hushovd         | CTT    | + 13"      |
| 9.  | Grega Bole           | LAM    | + 13"      |
| 10. | Lloyd Mondory        | ALM    | + 13"      |

| #   | Versenyző             | Csapat | Idő         |
| --- | --------------------- | ------ | ----------- |
| 1.  | Andy Schleck          | SAX    | 63h 08' 40" |
| 2.  | Alberto Contador      | AST    | + 31"       |
| 3.  | Samuel Sánchez        | EUS    | + 2' 45"    |
| 4.  | Gyenyisz Menysov      | RAB    | + 2' 58"    |
| 5.  | Jurgen Van den Broeck | OLO    | + 3' 31"    |
| 6.  | Levi Leipheimer       | RSH    | + 4' 06"    |
| 7.  | Robert Gesink         | RAB    | + 4' 27"    |
| 8.  | Joaquim Rodríguez     | KAT    | + 4' 58"    |
| 9.  | Luis León Sánchez     | GCE    | + 5' 02"    |
| 10. | Roman Kreuziger       | LIQ    | + 5' 16"    |

## 14. szakasz
2010. július 18. —  Revel >  Ax-les-Thermes — 184,5 km, hegyi szakasz 
Július 18-án megérkezett a mezőny a Pireneusokba. Az első embertpróbáló szakaszon egy kiemelt, és egy első kategóriás hegy várt a versenyzőkre.
A szakaszgyőzelemmel járó dicsőség a francia Cristophe Ribloné lett, aki egy korai, kilencfős szökésből maradt elöl, s mivel nem volt komoly akció a mezőnyben, sikeresen hazaért, közel egy percet meg is tudott őrizni előnyéből. Andy Schleck egész vasárnap árnyékként követte Alberto Contadort, ha támadást indított a spanyol, azon nyomban reagált, ha lelassított, akkor ő is lelassított. A show-műsor elmaradt, az utolsó, nyolc kilométeres hegymenetben sem történt semmi kiemelkedő a két esélyestől. Annál inkább Gyenyisz Menysovtól és Samuel Sáncheztől, akik az utolsó két kilométeren 14 másodpercet vertek a sárga trikósra és legfőbb kihívójára. Az összetettben nem történt változás.
| #   | Versenyző             | Csapat | Idő        |
| --- | --------------------- | ------ | ---------- |
| 1.  | Cristophe Riblon      | ALM    | 4h 52' 42" |
| 2.  | Gyenyisz Menysov      | RAB    | + 54"      |
| 3.  | Samuel Sánchez        | EUS    | + 54"      |
| 4.  | Andy Schleck          | SAX    | + 1' 08"   |
| 5.  | Joaquim Rodríguez     | KAT    | + 1' 08"   |
| 6.  | Robert Gesink         | RAB    | + 1' 08"   |
| 7.  | Alberto Contador      | AST    | + 1' 08"   |
| 8.  | Jurgen Van den Broeck | OLO    | + 1' 08"   |
| 9.  | Damiano Cunego        | LAM    | + 1' 49"   |
| 10. | Carlos Sastre         | CTT    | + 1' 49"   |

| #   | Versenyző             | Csapat | Idő         |
| --- | --------------------- | ------ | ----------- |
| 1.  | Andy Schleck          | SAX    | 68h 02' 30" |
| 2.  | Alberto Contador      | AST    | + 31"       |
| 3.  | Samuel Sánchez        | EUS    | + 2' 31"    |
| 4.  | Gyenyisz Menysov      | RAB    | + 2' 44"    |
| 5.  | Jurgen Van den Broeck | OLO    | + 3' 31"    |
| 6.  | Robert Gesink         | RAB    | + 4' 27"    |
| 7.  | Levi Leipheimer       | RSH    | + 4' 51"    |
| 8.  | Joaquim Rodríguez     | KAT    | + 4' 58"    |
| 9.  | Luis León Sánchez     | GCE    | + 5' 56"    |
| 10. | Ivan Basso            | LIQ    | + 6' 52"    |

## 15. szakasz
2010. július 19. —  Pamiers >  Bagnères-de-Luchon — 187,5 km, hegyi szakasz 
A verseny továbbra is a Pireneusokban folyt tovább. Július 19-én két második kategóriás és egy kiemelt kategóriás emelkedő várt a versenyzőkre. Az utolsó hegy, a Port de Balès (a kiemelt kategóriás), 20 km-rel a cél előtt volt.
Egy 10 fős szökevénycsoportban az utolsó emelkedőn, az 1755 méter magas Balès-n indultak meg az akciók. Végül a francia országúti-bajnok, Thomas Voeckler maradt elöl egyedül, s előnyét a lejtmenetben megtartotta a célig és ezzel megnyerte a szakaszt. Eközben a főmezőnyben is több akció indult: Andy Schleck kétszer is próbálkozott. Az első támadást az összetett első öt helyezettje átvette, így nem volt sikeres. Másodszorra pedig rosszul váltott, így leugrott a lánca. Csapattárs nem volt ott, hogy megtolja Schlecket, amíg visszakapja az átdobó a láncot, így kénytelen volt megállni, és körülbelül fél percet veszített. Ezalatt elöl Alberto Contador, Samuel Sanchez és Gyenyisz Menysov maradtak, akik bár rövid időre megtorpantak, de végül természetesen nem vártak Schleckre, és 20 másodperc előnnyel kezdték a lejtmenetet. Schleck nem tudott felzárkózni rájuk, így a sárga trikót Contador vette át. Mikor átvette a trikót, több szurkoló is füttyszóval zavarta meg a díjátadást.
A szakasz után a szaksajtóban nagy vitát kavart, hogy Contador fair volt-e Schleckkel szemben. Contador azt nyilatkozta, hogy ő nem látta amikor Schlecknek leesett a lánca, azt hitte, hogy csak megtorpant. Pár órával később videóüzenetben kért bocsánatot Andy-tól, amiért nem várta meg. Eközben több korábbi győztes, köztük Bernard Hinault, Miguel Indurain, Eddy Merckx és Laurent Jalabert is Alberto mellé állt.
Másnap Andy Schleck ezt nyilatkozta:

„Az volt a tervünk, hogy ha elöl megy egy szökevénycsoport két-három perccel, akkor támadtam volna talán az Aubisque-en és meglátjuk, mi sül ki belőle. De a szökevények már túl messze voltak, így nem volt értelme ma próbálkozni, mert nem lett volna sikeres. Sajnálom, hogy Jens bukott ma, de végül úgy hallottam, hogy rendben van.
Még mindig motivált vagyok, de nem úgy, mintha revansot akarnék. Én csak meg akarom nyerni a Tourt – ez a célom – és tudom, hogy egy esélyem maradt, a Tourmalet, csütörtökön. Azt hiszem, meg tudom csinálni. Remélem, hogy meg tudom csinálni.
Nem láttam Alberto elnézéskérő üzenetét, de odajött ma hozzám, és személyesen elnézést kért, amit nagyra értékeltem. Tudja, hogy hibázott tegnap, nem kellett volna azt csinálnia, tudja ezt, és ez nekem elég most. Ez az ügy lezárult, és az emberek is felejtsék el, lépjenek tovább, senki nem szolgált rá, hogy megbélyegezzék.
”

| #   | Versenyző         | Csapat | Idő        |
| --- | ----------------- | ------ | ---------- |
| 1.  | Thomas Voeckler   | BTL    | 4h 44' 52" |
| 2.  | Alessandro Ballan | BMC    | + 1' 20"   |
| 3.  | Aitor Pérez       | FOT    | + 1' 20"   |
| 4.  | Lloyd Mondory     | ALM    | + 2' 50"   |
| 5.  | Luke Roberts      | MRM    | + 2' 50"   |
| 6.  | Francesco Reda    | QST    | + 2' 50"   |
| 7.  | Alberto Contador  | AST    | + 2' 50"   |
| 8.  | Samuel Sánchez    | EUS    | + 2' 50"   |
| 9.  | Gyenyisz Menysov  | RAB    | + 2' 50"   |
| 10. | Brian Vandborg    | LIQ    | + 2' 50"   |

| #   | Versenyző             | Csapat | Idő         |
| --- | --------------------- | ------ | ----------- |
| 1.  | Alberto Contador      | AST    | 72h 50' 42" |
| 2.  | Andy Schleck          | SAX    | + 8"        |
| 3.  | Samuel Sánchez        | EUS    | + 2' 00"    |
| 4.  | Gyenyisz Menysov      | RAB    | + 2' 13"    |
| 5.  | Jurgen Van den Broeck | OLO    | + 3' 39"    |
| 6.  | Robert Gesink         | RAB    | + 5' 01"    |
| 7.  | Levi Leipheimer       | RSH    | + 5' 25"    |
| 8.  | Joaquim Rodríguez     | KAT    | + 5' 45"    |
| 9.  | Alekszandr Vinokurov  | AST    | + 7' 12"    |
| 10. | Ryder Hesjedal        | GRM    | + 7' 51"    |

## 16. szakasz
2010. július 20. —  Bagnères-de-Luchon >  Pau — 199,5 km, hegyi szakasz 
Egy igen nehéz szakasz várt július 20-án a kerekesekre: két első, és két kiemelt kategóriás hegy várta őket. Rögtön a rajt után egy nagyobb szökevénycsoport lépett meg a mezőnytől, köztük volt a hétszeres Tour-győztes Lance Armstrong is. Az Aubisque-ra érve a texasi támadott. Az utolsó 50 kilométerre kilencen maradtak elöl, akik közül 40 km-rel a cél előtt Carlos Barredo robbantott, de az 1 kilométeres kapu alatt utolérték az üldözők.
8-an, sprinten döntötték el a szakaszgyőzelem sorsát, és végül Pierrick Fédrigo örülhetett, zsinórban a második győzelmet szerezve csapatának. A 6:45 perccel később érkező főmezőny élén Thor Hushovd érkezett, aki túlélte a hegyeket Alessandro Petacchival és Mark Cavendish-sel ellentétben, így visszavette Petacchitól a zöld trikót, 4 pont előnnyel. Az összetett élén nem történt változás.
| #   | Versenyző           | Csapat | Idő        |
| --- | ------------------- | ------ | ---------- |
| 1.  | Pierrick Fédrigo    | BTL    | 5h 31' 43" |
| 2.  | Sandy Casar         | FDJ    | + 0"       |
| 3.  | Rubén Plaza         | GCE    | + 0"       |
| 4.  | Damiano Cunego      | LAM    | + 0"       |
| 5.  | Chris Horner        | RSH    | + 0"       |
| 6.  | Lance Armstrong     | RSH    | + 0"       |
| 7.  | Jurgen Van de Walle | QST    | + 0"       |
| 8.  | Cristophe Moreau    | GCE    | + 0"       |
| 9.  | Carlos Barredo      | QST    | + 28"      |
| 10. | Thor Hushovd        | CTT    | + 6' 45"   |

| #   | Versenyző             | Csapat | Idő         |
| --- | --------------------- | ------ | ----------- |
| 1.  | Alberto Contador      | AST    | 78h 29' 10" |
| 2.  | Andy Schleck          | SAX    | + 8"        |
| 3.  | Samuel Sánchez        | EUS    | + 2' 00"    |
| 4.  | Gyenyisz Menysov      | RAB    | + 2' 13"    |
| 5.  | Jurgen Van den Broeck | OLO    | + 3' 39"    |
| 6.  | Robert Gesink         | RAB    | + 5' 01"    |
| 7.  | Levi Leipheimer       | RSH    | + 5' 25"    |
| 8.  | Joaquim Rodríguez     | KAT    | + 5' 45"    |
| 9.  | Alekszandr Vinokurov  | AST    | + 7' 12"    |
| 10. | Ryder Hesjedal        | GRM    | + 7' 51"    |

## Pihenőnap
2010. július 21. —  Pau

## 17. szakasz
2010. július 22. —  Pau >  Col du Tourmalet — 174 km, hegyi szakasz 
| #   | Versenyző             | Csapat | Idő        |
| --- | --------------------- | ------ | ---------- |
| 1.  | Andy Schleck          | SAX    | 5h 03' 29" |
| 2.  | Alberto Contador      | AST    | + 0"       |
| 3.  | Joaquim Rodríguez     | KAT    | + 1' 18"   |
| 4.  | Ryder Hesjedal        | GRM    | + 1' 27"   |
| 5.  | Samuel Sánchez        | EUS    | + 1' 32"   |
| 6.  | Gyenyisz Menysov      | RAB    | + 1' 40"   |
| 7.  | Robert Gesink         | RAB    | + 1' 40"   |
| 8.  | Cris Horner           | RSH    | + 1' 45"   |
| 9.  | Jurgen Van den Broeck | OLO    | + 1' 48"   |
| 10. | Roman Kreuziger       | LIQ    | + 2' 14"   |

| #   | Versenyző             | Csapat | Idő         |
| --- | --------------------- | ------ | ----------- |
| 1.  | Alberto Contador      | AST    | 83h 32' 39" |
| 2.  | Andy Schleck          | SAX    | + 8"        |
| 3.  | Samuel Sánchez        | EUS    | + 3' 32"    |
| 4.  | Gyenyisz Menysov      | RAB    | + 3' 53"    |
| 5.  | Jurgen Van den Broeck | OLO    | + 5' 27"    |
| 6.  | Robert Gesink         | RAB    | + 6' 41"    |
| 7.  | Joaquim Rodríguez     | KAT    | + 7' 03"    |
| 8.  | Ryder Hesjedal        | GRM    | + 9' 18"    |
| 9.  | Roman Kreuziger       | LIQ    | + 10' 12"   |
| 10. | Chris Horner          | RSH    | + 10' 37"   |

## 18. szakasz
2010. július 23. — Salies-de-Béarn >  Bordeaux — 198 km, sík szakasz 
| #   | Versenyző            | Csapat | Idő        |
| --- | -------------------- | ------ | ---------- |
| 1.  | Mark Cavendish       | THR    | 4h 37' 09" |
| 2.  | Julian Dean          | GRM    | + 0"       |
| 3.  | Alessandro Petacchi  | LAM    | + 0"       |
| 4.  | Robbie McEwen        | KAT    | + 0"       |
| 5.  | Óscar Freire         | RAB    | + 0"       |
| 6.  | Edvald Boasson Hagen | SKY    | + 0"       |
| 7.  | Jürgen Roelandts     | OLO    | + 0"       |
| 8.  | José Joaquín Rojas   | GCE    | + 0"       |
| 9.  | Grega Bole           | LAM    | + 0"       |
| 10. | Rubén Pérez Moreno   | EUS    | + 0"       |

| #   | Versenyző             | Csapat | Idő         |
| --- | --------------------- | ------ | ----------- |
| 1.  | Alberto Contador      | AST    | 88h 09' 48" |
| 2.  | Andy Schleck          | SAX    | + 8"        |
| 3.  | Samuel Sánchez        | EUS    | + 3' 32"    |
| 4.  | Gyenyisz Menysov      | RAB    | + 3' 53"    |
| 5.  | Jurgen Van den Broeck | OLO    | + 5' 27"    |
| 6.  | Robert Gesink         | RAB    | + 6' 41"    |
| 7.  | Joaquim Rodríguez     | KAT    | + 7' 03"    |
| 8.  | Ryder Hesjedal        | GRM    | + 9' 18"    |
| 9.  | Roman Kreuziger       | LIQ    | + 10' 12"   |
| 10. | Chris Horner          | RSH    | + 10' 37"   |

## 19. szakasz
2010. július 24. —  Bordeaux >  Pauillac — 52 km, egyéni időfutam 
| #   | Versenyző           | Csapat | Idő        |
| --- | ------------------- | ------ | ---------- |
| 1.  | Fabian Cancellara   | SAX    | 1h 00' 56" |
| 2.  | Tony Martin         | THR    | + 17"      |
| 3.  | Bert Grabsch        | THR    | + 1' 48"   |
| 4.  | Ignatas Konovalovas | CTT    | + 2' 34"   |
| 5.  | David Zabriskie     | GRM    | + 3' 00"   |
| 6.  | Koos Moerenhout     | RAB    | + 3' 03"   |
| 7.  | Vaszil Kirienka     | GCE    | + 3' 10"   |
| 8.  | Maarten Tjallingii  | RAB    | + 3' 21"   |
| 9.  | Bradley Wiggins     | SKY    | + 3' 33"   |
| 10. | Geraint Thomas      | SKY    | + 3' 38"   |

| #   | Versenyző             | Csapat | Idő         |
| --- | --------------------- | ------ | ----------- |
| 1.  | Alberto Contador      | AST    | 89h 16' 27" |
| 2.  | Andy Schleck          | SAX    | + 39"       |
| 3.  | Gyenyisz Menysov      | RAB    | + 2' 01"    |
| 4.  | Samuel Sánchez        | EUS    | + 3' 40"    |
| 5.  | Jurgen Van den Broeck | OLO    | + 6' 54"    |
| 6.  | Robert Gesink         | RAB    | + 9' 31"    |
| 7.  | Ryder Hesjedal        | GRM    | + 10' 15"   |
| 8.  | Joaquim Rodríguez     | KAT    | + 11' 37"   |
| 9.  | Roman Kreuziger       | LIQ    | + 11' 54"   |
| 10. | Chris Horner          | RSH    | + 12' 02"   |

## 20. szakasz
2010. július 25. —  Longjumeau >  Párizs, Champs-Élysées — 102,5 km, sík szakasz 
| #   | Versenyző           | Csapat | Idő        |
| --- | ------------------- | ------ | ---------- |
| 1.  | Mark Cavendish      | THR    | 2h 42' 21" |
| 2.  | Alessandro Petacchi | LAM    | + 0"       |
| 3.  | Julian Dean         | GRM    | + 0"       |
| 4.  | Jürgen Roelandts    | OLO    | + 0"       |
| 5.  | Óscar Freire        | RAB    | + 0"       |
| 6.  | Gerald Ciolek       | MRM    | + 0"       |
| 7.  | Thor Hushovd        | CTT    | + 0"       |
| 8.  | Matti Breschel      | SAX    | + 0"       |
| 9.  | Robbie McEwen       | KAT    | + 0"       |
| 10. | Daniel Oss          | LIQ    | + 0"       |

| #   | Versenyző             | Csapat | Idő         |
| --- | --------------------- | ------ | ----------- |
| 1.  | Alberto Contador      | AST    | 91h 58' 48" |
| 2.  | Andy Schleck          | SAX    | + 39"       |
| 3.  | Gyenyisz Menysov      | RAB    | + 2' 01"    |
| 4.  | Samuel Sánchez        | EUS    | + 3' 40"    |
| 5.  | Jurgen Van den Broeck | OLO    | + 6' 54"    |
| 6.  | Robert Gesink         | RAB    | + 9' 31"    |
| 7.  | Ryder Hesjedal        | GRM    | + 10' 15"   |
| 8.  | Joaquim Rodríguez     | KAT    | + 11' 37"   |
| 9.  | Roman Kreuziger       | LIQ    | + 11' 54"   |
| 10. | Chris Horner          | RSH    | + 12' 02"   |

## Lásd még
- A 2010-es Tour de France szakaszai (P–10.)
- 2010-es Tour de France